# Mycalesis bisaya
Mycalesis bisaya är en fjärilsart som beskrevs av Felder 1863. Mycalesis bisaya ingår i släktet Mycalesis och familjen praktfjärilar. Inga underarter finns listade i Catalogue of Life.

## Bildgalleri

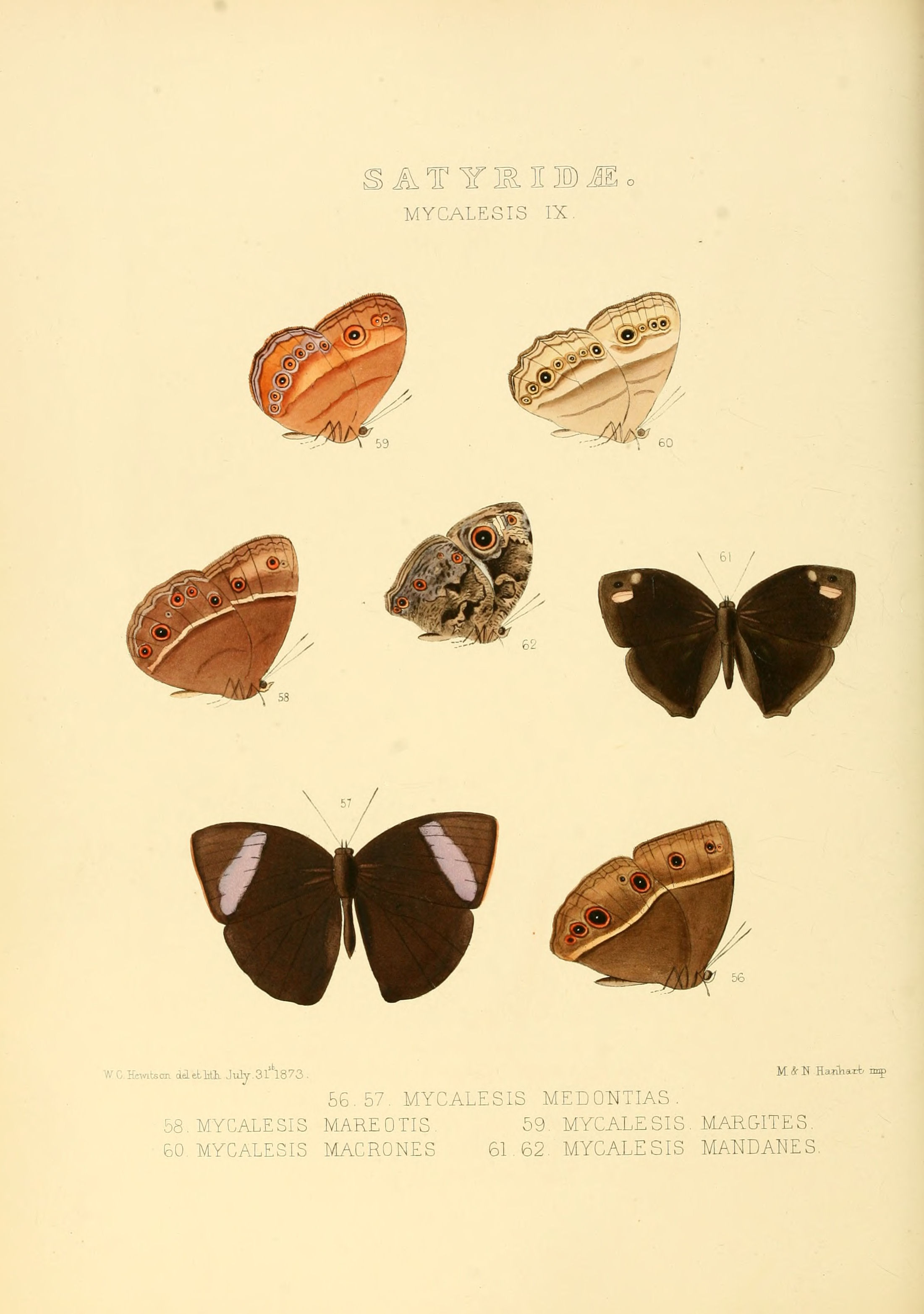
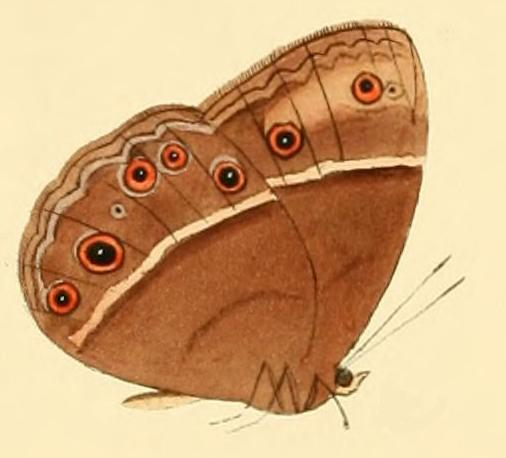